# Far Gosford Street
Far Gosford Street – zabytkowa ulica w Coventry w Wielkiej Brytanii. W średniowieczu biegła tędy droga łącząca Coventry z Leicesterem i Londynem, z mostem przez rzekę Sherbourne w miejscu zwanym Gęsi Bród – ang. Goose Ford, stąd nazwa ulicy. Zabudowa w tym miejscu istniała już w XII wieku. Po otoczeniu Coventry murami miejskimi Far Gosford znalazła się poza nimi, w związku z czym zamieszkujący ją rzemieślnicy i kupcy mieli mniejsze obciążenia podatkowe. W XIII wieku dominowało kowalstwo i ślusarstwo, by później ustąpić przerobowi wełny. W XVIII wieku uchodźcy z Francji – hugenoci – wprowadzili na Far Gosford tkactwo jedwabiu, pojawiły się pierwsze sklepy odzieżowe o takim asortymencie (obecnie budynki nr 64-72). Po upadku jedwabnictwa na Far Gosford zagościł przemysł motoryzacyjny. Bombardowanie Coventry w 1940 roku nie wyrządziło zabudowie ulicy aż takich szkód, jak w ścisłym centrum. Wiele historycznych budynków przetrwało w stanie nienaruszonym. Po wojnie ulica zmieniła swój charakter, stając się bardziej pasażem handlowym. W 1986 Far Gosford Street przecięto drogą Sky Blue Way, co spowodowało poważny spadek obrotu w tutejszych sklepach oraz wyprowadzkę wielu firm. Ulicę objęto ochroną prawną w 1992 roku aktem Far Gosford Street, Conservation Area. Dla utrzymania jej charakteru oraz rewitalizacji pozyskiwane są środki z Europejskiego Funduszu Rozwoju Regionalnego, Urzędu Miasta i National Lottery.